# Ultrapithecus
Ultrapithecus — вимерлий рід Notoungulate, що належить до підряду Typotheria. Він жив у середньому еоцені, і його скам'янілі останки були виявлені в Південній Америці.

## Опис
Цей рід в основному відомий по його зубному ряду, і детальна реконструкція неможлива. Можна припустити, що ультрапітек, як і його більш відомі родичі, був схожий за розміром і зовнішнім виглядом з сучасним бабаком. Його зубний ряд складався з низькокоронкових (брахідонтних) зубів. Кутні зуби були позбавлені мезостилю, а премоляри — складка метаконуса.